# Ромуальдес, Норберто
Норберто Ромуальдес Лопес (исп. Norberto Romuáldez López; 6 июня 1875, Лейте Генерал-капитанство Филиппины — 4 ноября 1941, Северный Самар) — филиппинский юрист, политический и государственный деятель, судья Верховного суда Филиппин, писатель
, лингвист. Писал на варайском языке.

## Биография
Сын богатого землевладельца. Семья его владела обширными кокосовыми плантациями.
В 1909 году основал Академию бисайского языка.
С ноября 1921 до апреля 1932 года — судья Верховного суда Филиппин. В 1934 году был избран в Конституционное собрание Филиппин, участвовал в принятии Конституция Филиппин. В 1936—1941 годах — депутат Национального собрания Филиппин.
Умер за несколько дней до выборов 1941 года, где он был одним из кандидатов на пост президента.
Его племянницей была Имельда Ремедиос Виситасьон Ромуальдес (Маркос), супруги 10-го президента Филиппин.

## Научная и творческая деятельность
Автор «Грамматики бисайского языка и заметок по бисайской риторике, поэтике и филиппинской диалектологии» (1908), книгу по грамматике варайского языка.
Первой его работой на этом языке была книга «An Pagtang ni San Miguel» («Помощь Святого Михаила»).

## Избранные публикации
- Bisayan Grammar
- An Pagtabang ni San Miguel
- An Anak han Manaranggot